# Caprimulgus
Caprimulgus – rodzaj ptaków z podrodziny lelków (Caprimulginae) w obrębie rodziny lelkowatych (Caprimulgidae).

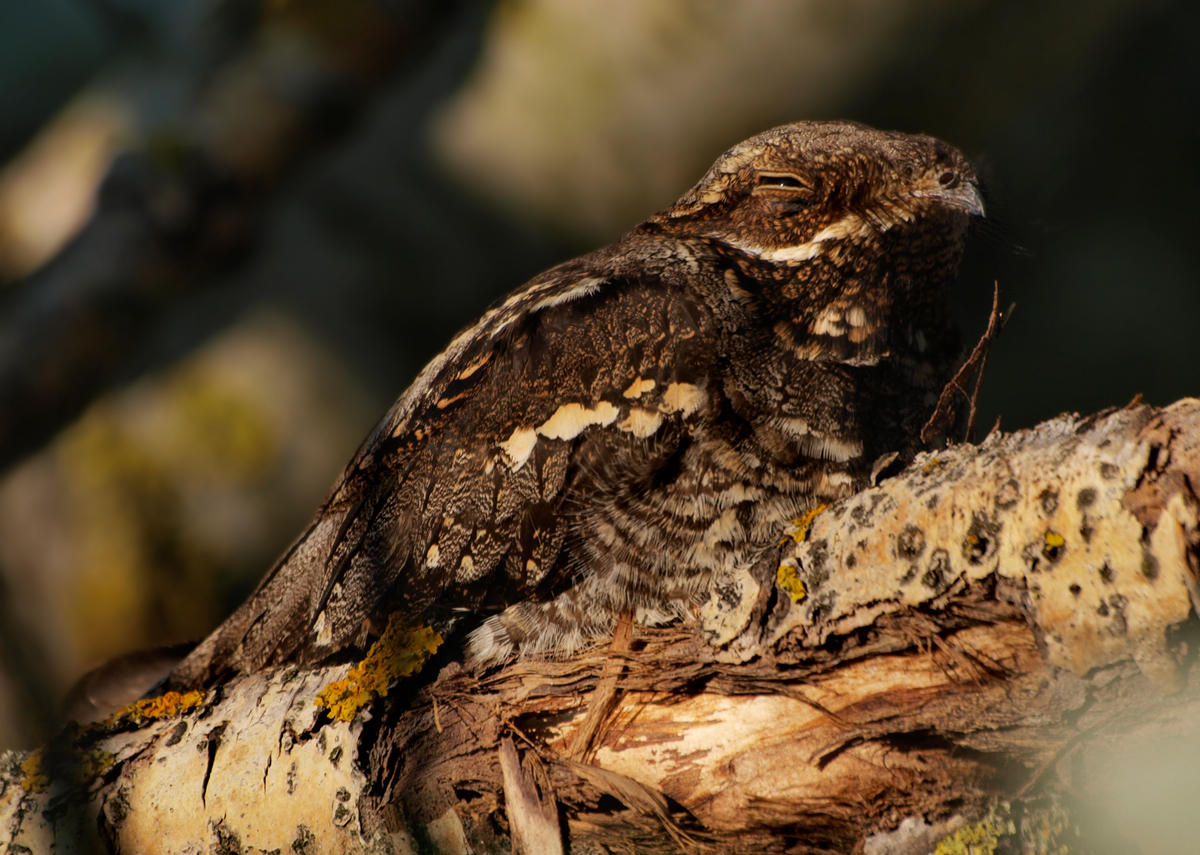
Lelek zwyczajny (C. europaeus)

## Rozmieszczenie geograficzne
Rodzaj obejmuje gatunki występujące w Eurazji, Afryce i Australazji.

## Morfologia
Długość ciała 18–43 cm; masa ciała 21–119 g.

## Systematyka
Rodzaj zdefiniował w 1758 roku szwedzki przyrodnik Karol Linneusz w 10. wydaniu Systema Naturae, publikacji własnego autorstwa poświęconej systematyce zwierząt i roślin. Gatunkiem typowym jest (linneuszowska tautonimia) lelek zwyczajny (C. europaeus).

### Etymologia
- Caprimulgus: łac. caprimulgus „lelek”, od capra ‘koza’, od caper, capri ‘cap’; mulgere ‘doić’; dość długo z lelkiem zwyczajnym związany był przesąd, jakoby ptak ten pił mleko z kozich wymion[19].
- Nyctichelidon: gr. νυκτι- nukti- ‘nocny’, od νυξ nux, νυκτος nuktos ‘noc’; χελιδων khelidōn, χελιδονος khelidonos ‘jaskółka’[20].
- Nyctivociferator: r. νυκτι- nukti- ‘nocny’, od νυξ nux, νυκτος nuktos ‘noc’; łac. vociferator, vociferatoris ‘krzykacz’, od vociferari ‘krzyczeć’, od vox, vocis ‘głos’; ferre ‘nosić’[21].
- Vociferator: łac. vociferator, vociferatoris ‘krzykacz’, od vociferari ‘krzyczeć’, od vox, vocis ‘głos’; ferre ‘nosić’[22].
- Phalaenivora: rodzaj Phalaena Linnaeus, 1758 (ćma), od gr. φαλαινα phalaina ‘ćma’; łac. -vorus ‘jedzący’, od vorare ‘pożerać’[23]. Gatunek typowy (oznaczenie monotypowe): Caprimulgus europaeus Linnaeus, 1758.
- Macrodipteryx: gr. μακρος makros ‘długi’; δις dis ‘dwa razy’, od δυο duo ‘dwa’; πτερυξ pterux, πτερυγος pterugos ‘skrzydło’[24]. Gatunek typowy (oryginalne oznaczenie): Macrodipteryx africanus Swainson, 1837 (= Caprimulgus longipennis Shaw, 1796).
- Scotornis: gr. σκοτος skotos ‘ciemność, mrok’; ορνις ornis, ορνιθος ornithos ‘ptak’[25]. Gatunek typowy (późniejsze oznaczenie)[26]: Caprimulgus climacurus Vieillot, 1824.
- Semeiophorus: gr. σημειον sēmeion ‘flaga, sztandar’, od σημα sēma, σηματος sēmatos ‘znak’; -φορος -phoros ‘dźwigający’, od φερω pherō ‘nosić’[27]. Gatunek typowy (oznaczenie monotypowe): Semeïophorus (Macrodipteryx?) vexillarius Gould, 1838
- Cosmetornis: gr. κοσμητης kosmētēs ‘garderobiany’, od κοσμεω kosmeō ‘ozdabiać’, od κοσμος kosmos ‘ornament, ozdoba’; ορνις ornis, ορνιθος ornithos ‘ptak’[28].
- Climacurus: gr. κλιμαξ klimax, κλιμακος klimakos ‘drabina’; ουρα oura ‘ogon’[29]. Gatunek typowy (absolutna tautonimia): Caprimulgus climacurus Vieillot, 1824.
- Creapyga: autor nie wyjaśnił etymologii nazwy rodzajowej[30]. Gatunek typowy: nie wyznaczony.
- Capripeda: rodzaj Caprimulgus Linnaeus, 1758 (lelek); gr. πεδη pedē ‘kajdany, pęta’[31]. Gatunek typowy (oznaczenie monotypowe): Caprimulgus natalensis A. Smith, 1845.
- Eximiornis: łac. eximius ‘wyborowy, wybitny’, od eximere ‘zabrać, odebrać’, od emere ‘kupić’; gr. ορνις ornis, ορνιθος ornithos ‘ptak’[32]. Gatunek typowy (oznaczenie monotypowe): Caprimulgus eximius Temminck, 1826.
- Rossornis: John Alexander Ross (1868–1957), australijski prawnik rządowy, prezydent RAOU w 1926 roku; gr. ορνις ornis, ορνιθος ornithos ‘ptak’[33]. Gatunek typowy (oryginalne oznaczenie): Caprimulgus macrurus Horsfield, 1821.
- Crotema: gr. κροτημα krotēma ‘coś wykutego’, od κροτεω kroteō ‘wykuć, ukuć’[34]. Gatunek typowy (oznaczenie monotypowe): Caprimulgus fossii Hartlaub, 1857.
- Nycticircus: gr. νυκτι- nukti- ‘nocny’, od νυξ nux, νυκτος nuktos ‘noc’; κιρκος kirkos ‘jastrząb’[35]. Gatunek typowy (oznaczenie monotypowe): Scotornis trimaculatus Swainson, 1837 (= Caprimulgus tristigma Rüppell, 1840).
- Nyctictypus: gr. νυκτι- nukti- ‘nocny’, od νυξ nux, νυκτος nuktos ‘noc’; κτυπος ktupos ‘hałas, dźwięk’[36]. Gatunek typowy (oznaczenie monotypowe): Caprimulgus rufigena A. Smith, 1845.
- Nyctisyrigmus: gr. νυκτι- nukti- ‘nocny’, od νυξ nux, νυκτος nuktos ‘noc’; συριγμος surigmos ‘gwizdanie’, od συριγξ surinx, συριγγος suringos ‘fujarka pasterska, gwizdek’[37]. Gatunek typowy (oryginalne oznaczenie): Caprimulgus pectoralis Cuvier, 1816.
- Allasma: gr. αλλος allos ‘inny’; ασμα asma, ασματος asmatos ‘śpiew’[38]. Gatunek typowy (oryginalne oznaczenie): Caprimulgus clarus Reichenow, 1892.
- Diaphorasma: gr. διαφορος diaphoros ‘różny’; ασμα asma, ασματος asmatos ‘śpiew’[39]. Gatunek typowy (oryginalne oznaczenie): Caprimulgus donaldsoni Sharpe, 1895.

### Podział systematyczny
Do rodzaju należą następujące gatunki:

- Caprimulgus ruficollis Temminck, 1820 – lelek rdzawoszyi
- Caprimulgus jotaka Temminck & Schlegel, 1844 – lelek mandżurski
- Caprimulgus indicus Latham, 1790 – lelek indyjski
- Caprimulgus phalaena Hartlaub & Finsch, 1872 – lelek koralowy
- Caprimulgus europaeus Linnaeus, 1758 – lelek zwyczajny
- Caprimulgus fraenatus Salvadori, 1884 – lelek białowąsy
- Caprimulgus rufigena A. Smith, 1845 – lelek akacjowy
- Caprimulgus aegyptius M.H.C. Lichtenstein, 1823 – lelek egipski
- Caprimulgus mahrattensis Sykes, 1832 – lelek piaskowy
- Caprimulgus nubicus M.H.C. Lichtenstein, 1823 – lelek pustynny
- Caprimulgus eximius Temminck, 1826 – lelek złocisty
- Caprimulgus atripennis Jerdon, 1845 – lelek ozdobny
- Caprimulgus macrurus Horsfield, 1821 – lelek paskogłowy
- Caprimulgus andamanicus Hume, 1873 – lelek andamański
- Caprimulgus meesi Sangster & Rozendaal, 2004 – lelek sundajski
- Caprimulgus ritae King, Sangster, Trainor, Irestedt, Prawiradilaga & Ericson, 2024 – lelek timorski
- Caprimulgus manillensis Walden, 1875 – lelek filipiński
- Caprimulgus celebensis Ogilvie-Grant, 1894 – lelek celebeski
- Caprimulgus donaldsoni Sharpe, 1895 – lelek samotny
- Caprimulgus pectoralis Cuvier, 1816 – lelek śniady
- Caprimulgus poliocephalus Rüppell, 1840 – lelek górski
- Caprimulgus asiaticus Latham, 1790 – lelek krótkoskrzydły
- Caprimulgus madagascariensis Sganzin, 1840 – lelek malgaski
- Caprimulgus natalensis A. Smith, 1845 – lelek bagienny
- Caprimulgus solala R.J. Safford, Ash, Duckworth, Telfer & Zewdie, 1995 – lelek etiopski
- Caprimulgus inornatus von Heuglin, 1869 – lelek jasny
- Caprimulgus stellatus Blundell & Lovat, 1899 – lelek cętkowany
- Caprimulgus affinis Horsfield, 1821 – lelek krótkosterny
- Caprimulgus griseatus Walden, 1875 – lelek mozaikowy
- Caprimulgus tristigma Rüppell, 1840 – lelek skalny
- Caprimulgus concretus Bonaparte, 1850 – lelek sumatrzański
- Caprimulgus pulchellus Salvadori, 1879 – lelek jawajski
- Caprimulgus prigoginei Louette, 1990 – lelek kongijski
- Caprimulgus batesi Sharpe, 1906 – lelek dżunglowy
- Caprimulgus climacurus Vieillot, 1824 – lelek ostrosterny
- Caprimulgus clarus Reichenow, 1892 – lelek wysmukły
- Caprimulgus fossii Hartlaub, 1857 – lelek klinosterny
- Caprimulgus longipennis Shaw, 1796 – dziwolotek flagopióry
- Caprimulgus vexillarius (Gould, 1838) – dziwolotek wstęgopióry